# John Francis Daley
John Francis Daley, född 20 juli 1985 i Wheeling, Illinois, är en amerikansk skådespelare och regissör. Han spelar Dr. Lance Sweets i TV-serien Bones och spelade Sam Weir i komedi-dramat Nollor och nördar. Han spelar också keyboard och sjunger i bandet Dayplayer.

## Filmografi i urval
- 1999–2000 – Nollor och nördar (TV-serie)
- 2000–2001 – The Geena Davis Show (TV-serie)
- 2002 – Spin City, avsnitt Eyes Wide Open (gästroll i TV-serie)
- 2005–2006 – Kitchen Confidential (TV-serie)
- 2007–2014 – Bones (TV-serie)
- 2011 – Horrible Bosses (manus och roll)
- 2013 – Burt Wonderstone (manus)
- 2013 – Det regnar köttbullar 2 (manus)